# Patelloceto
Genre
Patelloceto est un genre d'araignées aranéomorphes de la famille des Trachelidae.

## Distribution
Les espèces de ce genre se rencontrent en Afrique de l'Est, en Afrique centrale et en Afrique australe.

## Liste des espèces
Selon World Spider Catalog (version 23.5, 28/06/2022) :
- Patelloceto denticulata Lyle & Haddad, 2010
- Patelloceto media Lyle & Haddad, 2010
- Patelloceto murphyorum Pett, 2022
- Patelloceto secutor Lyle & Haddad, 2010
- Patelloceto thomasi Pett, 2022

## Systématique et taxinomie
Ce genre a été décrit par Lyle et Haddad en 2010 dans les Corinnidae. Il est placé dans les Trachelidae par Ramírez en 2014.

## Publication originale
- Lyle & Haddad, 2010 : « A revision of the tracheline sac spider genus Cetonana Strand, 1929 in the Afrotropical region, with descriptions of two new genera (Araneae: Corinnidae). » African Invertebrates, vol. 51, no 2, p. 321-384 (texte intégral).